# СВП у транспортному засобі

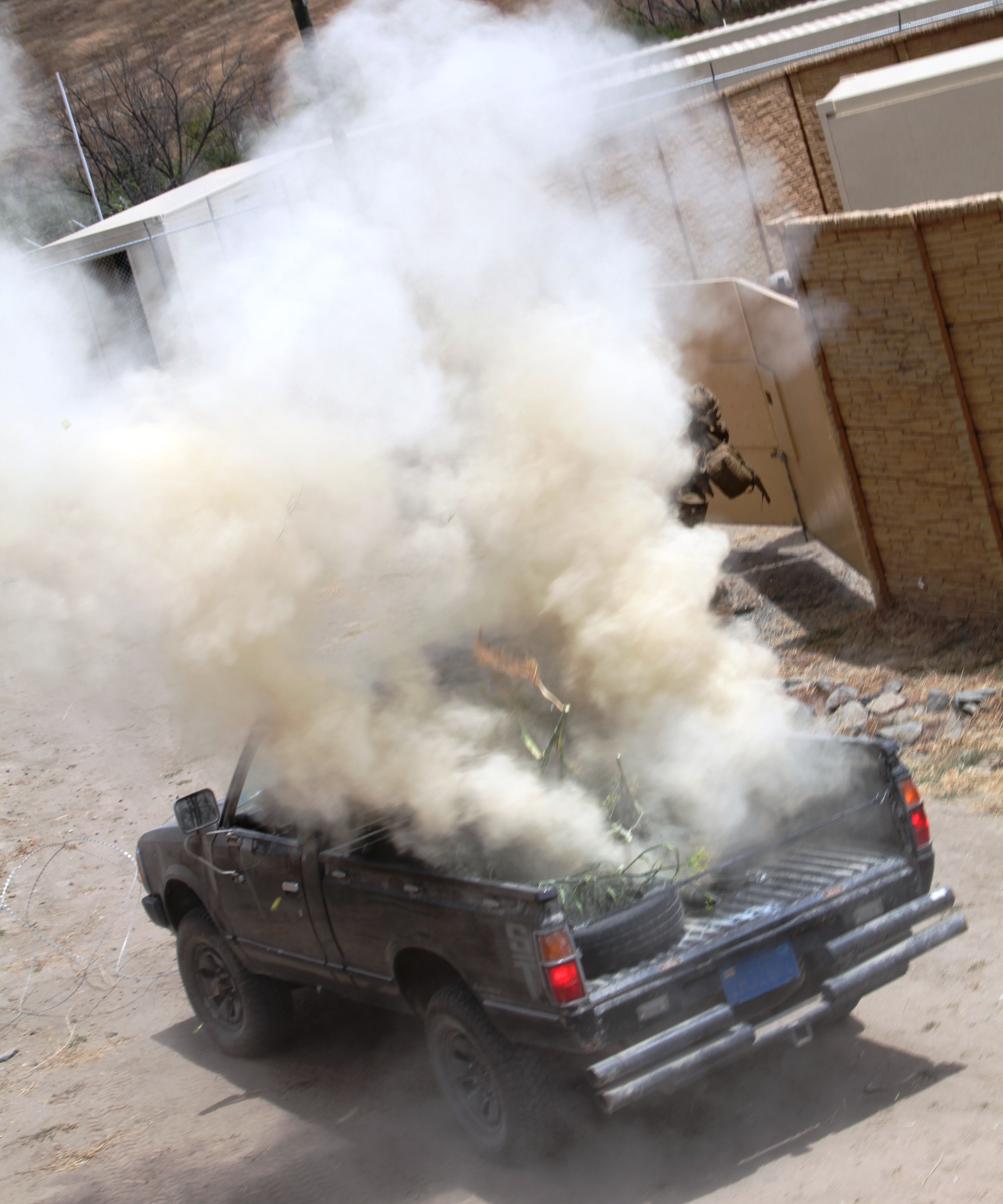
Імітація вибуху автомобіля умовного неприятеля під час тренувань КМП США

СВП у транспортному засобі (СВПТЗ) — вибуховий пристрій, що розрахований на спрацювання в транспортному засобі. Має два основні різновиди: 1) імпровізована бойова машина, яка доставляє заряд вибухівки до ворожого об'єкта; 2) спосіб вбивства пасажирів транспортного засобу шляхом встановлення прихованого вибухового пристрою всередині машини.

## Назва
В англійській мові використовується поняття VBIED (англ. Vehicle-borne improvised explosive device — саморобний вибуховий пристрій, встановлений в транспортному засобі). Залежно від конструкції чи тактики можуть додаватись інші слова, наприклад: SVBIED (додається англ. suicide — суїцидальний) та AVBIED (додається англ. armored — броньований).
Міністерством оборони України використовується термін «СВП у транспортному засобі» або скорочено СВПТЗ.
В українській розмовній мові їх можуть називати «шахід-мобіль», «джихад-мобіль», «автомобільна бомба», «автомобіль-бомба» тощо.

## Імпровізована бойова машина
Для того, щоб доставити вибухівку до цілі, використовується транспортний засіб. Вибух може бути застосований як для знищення військових цілей, так і для терору цивільного населення під час асиметричної війни.
Для розрізнення використовують поділ на типи. Тип 1: статична машина, що підривається дистанційно або за таймером; наприклад, коли проїжджає ворожий конвой. Тип 2: рухома неброньована машина. Тип 3: рухома броньована машина (AVBIED).

### Історія
Першим застосуванням був теракт на Волл-стріт в 1920 році, коли італійський анархіст Маріо Буда підірвав віз на кінській тязі з вибухівкою; 40 людей загинули та 143 були поранені.
У складі військової тактики машини проявили себе в виконанні Хезболли під час вторгнення Ізраїлю в Південний Ліван в 1982. Наприклад, 18 квітня 1983 року машина з 910 кг вибухівки атакувала посольство США в Бейруті, загинули 63 людини (в основному, співробітники посольства та ЦРУ) та поранені 120. Також, в жовтні 1983 вантажівка, що була прийнята за водяну цистерну, навантажена ~9.5 тоннами ТНТ, атакувала казарму морської піхоти США, спричинивши загибель 307 та поранення 150 людей, в основному солдатів миротворчих сил. 27 грудня 2002 року троє чеченських повстанців на двох машинах (однією з них була вантажівка з тонною вибухівки), атакували Дім уряду Чечні в Грозному; 83 та 210 людей загинули та були поранені відповідно; планував операцію Шаміль Басаєв.
В 1980-х такі машини активно використовував проти держпосадовців колумбійський наркобарон Пабло Ескобар.
«Шахідмобілі» набули особливої відомості як імпровізовані бойові машини Ісламської Держави в Іраку та Сирії. 

#### Російсько-українська війна
В жовтні 2022 року на Кримському мосту була підірвана вантажівка. Внаслідок вибуху міст зазнав значних руйнувань.
В лютому 2023 року, під час російського вторгнення в Україну, російські війська використали МТ-ЛБ, начинений тротиловими кабелями від УР-77 та авіабомбами ОФАБ-100-120, проти позицій Січеславської 25 ОПДБр.
Пізніше, у червні 2023 року, російські військові застосували «танк-камікадзе» Т-54/55 або Т-62 неподалік Мар'їнки. За твердженнями з російського боку, в танк завантажили близько 6 тон вибухівки. Він підірвався на міні за майже 300 метрів від української траншеї та був знищений пострілом з протитанкового гранатомету. Дані про постраждалих від потужного вибуху з українського боку оприлюднені не були.

### Тактика застосування
VBIED використовуються ІД для пробивання укріплених позицій та знищення важливих об'єктів супротивника. Таким чином бойовики намагаються компенсувати нестачу артилерійської потужності та відсутність ударної авіації. 
Зазвичай це громадянська техніка, яка оснащується імпровізованою бронею та начиняється вибухівкою. Але відоме відносно масове використання також і бронетехніки. Так, бойовики ІД використовують БМП-1: з них знімається башта, заварюється одна з задніх десантних дверей (невідомо, для чого), машина набивається вибухівкою та опціонально оснащується додатковою бронею. Оскільки башти БМП стають зайвими, ними оснащують технічки, для чого зводять надбудови в кузові. Із більш екзотичних варіантів відомо про «суїцидальні» бульдозери, HMMWV, M113, вози з віслюками, машини швидкої допомоги, танки Т-55, Т-62, Т-72 (башта знімається) та навіть кар'єрні самоскиди.
Відомо про використання Ісламською Державою AVBIED на дистанційному керуванні. Були відтворені навіть манекени з термальним слідом, що імітував живого водія.
В Іраку набуло поширення використання двох або більше машин з деяким часовим інтервалом: наприклад, перша машина-обманка використовується для відволікання уваги. Після її знешкодження, коли коаліційні сили проводять інспекцію, з'являється основна машина з зарядом та знищує свою ціль або натовп, що зібрався навколо першої цілі. Або ж перша машина, знищуючи захисні рубежі, розчищає дорогу для наступної машини, яка атакує основну ціль. Апогеєм цієї тактики стала Битва за Рамаді́ в травні 2015 року, коли бойовики ІД застосували від 10 до 30 AVBIED, захопивши місто при більше ніж двадцятикратній чисельній перевазі опонентів.

## Як спосіб вбивства
Автомобільна бомба — пристрій, який передбачає вибух в момент, коли в автомобілі знаходиться бажана ціль для вбивства.
Має безліч варіантів кріплення та детонації, наприклад, таймер або дистанційний підрив.

### Історія
- 10 жовтня 1800 року було скоєно замах на Наполеона Бонапарта[en] за допомогою воза, начиненого порохом, названого Machine Infernale (лат. пекельний пристрій). Наполеон та його дружина залишились неушкодженими, але загинули 5 перехожих.
- Сицилійська мафія усувала своїх ворогів так упродовж 1960–1990-х років.
- Управління національної розвідки Чилі усувало таким способом противників Піночета. Зокрема, 21 вересня 1976 у Вашингтоні було вбито Орландо Летельєра.
- Під час операції «Гнів Божий» підривом автомобіля були вбиті Абдель Хамід Шибі та Абдель Гаді Накаа (1973), Мохамед Будія (1973), Алі Хассан Саламе (1979), Камаль Хусейн (1982), Фадль Дані (1982), Мунзер Абу Газала (1986), Абу Аль-Хасан Касім і Гамді Адван (1988).
- 13 лютого 2004 в Катарі російськими спецслужбами був убитий Зелімхан Яндарбієв, в.о. президента Чеченської республіки Ічкерія у 1996—1997 рр.
- В Україні протягом 2014–2022 рр були вбиті в такий спосіб низка діячів, пов'язаних з антиросійською діяльністю: журналіст Павло Шеремет (20 липня 2016), спецпризначенець та контррозвідник Олександр Хараберюш (31 березня 2017), контррозвідник Юрій Возний (27 червня 2017 року), командир 10 ОЗСпП Максим Шаповал (27 червня 2017 року).
- 20 серпня 2022 в Підмосков'ї була вбита Дар'я Дугіна, російська пропагандистка. Ймовірно, ціллю вбивства мав стати батько Дар'ї, ідеолог неоєвразійства та рашизму, Олександр Дугін.